# Lorenzo Dalle Piagge
Lorenzo Dalle Piagge (Pisa, 5 gennaio 1993) è un giocatore di football americano italiano, defensive end dei Guelfi Firenze 
e della nazionale italiana.

## Carriera
Ha iniziato a giocare a Pisa nel 2010 nelle giovanili degli Storms Pisa e già nel 2011 ha partecipato con la prima squadra pisana nel campionato di III Divisione FIDAF e con la nazionale italiana di football americano under 19. Nel 2016 ha debuttato con i Panthers Parma nel campionato di I Divisione FIDAF e l'anno seguente è approdato ai Seamen Milano, dove ha vinto per tre anni consecutivi il campionato nazionale di massima divisione, raggiungendo la finale di EFL. Nel 2022 conquista il campionato di I Divisione con i Guelfi Firenze e vince il premio di MVP della finale. Si ritira dal football giocato nel 2024.
Gioca dal 2014 con la nazionale italiana di football americano, con la quale ha vinto il torneo europeo di qualificazione IFAF nel 2016 a Lignano Sabbiadoro e il titolo europeo nel 2021 a Malmö.
Dal 2024 è ufficialmente coach delle defensive line per la nazionale italiana, con cui ha conquistato l’accesso alle semifinali del campionato europeo nel novembre 2024.

## Il CFL Global Draft
Il 25 gennaio 2020 è l'unico italiano ad essere selezionato dalla Canadian Football League a partecipare alla Global Combine di Toronto, che a causa della pandemia di COVID-19 verrà annullata.
Partecipa al Global Draft CFL del 15 Aprile 2021 ma non viene selezionato.
Questi i risultati delle Combine svolte a marzo 2021:
| Height               | Weight            | Bench press | Broad jump             | 40-yard dash | Three-cone drill | 20-yard shuttle |
| -------------------- | ----------------- | ----------- | ---------------------- | ------------ | ---------------- | --------------- |
| 6 ft 13⁄8 in (1.87m) | 235.2 lb (106 kg) | 21 reps     | 9 ft 5 3⁄8 in (2.88 m) | 4.77 s       | 7.2 s            | 4.33 s          |

## Palmarès

### Nazionale
- 1 Europeo[12] (2021)

### Squadre di club
- 4 Italian Bowl[13] (Seamen Milano 2017, 2018, 2019) (Guelfi Firenze 2022)
- MVP Italian Bowl 2022